# David Butler (cestista)
David Butler (Washington, 31 ottobre 1966) è un ex cestista statunitense.

## Palmarès
- Campione NCAA (1990)